# Don't You Worry Child
«Don't You Worry Child» es el sexto sencillo de la agrupación de música house Swedish House Mafia. La canción cuenta con la voz del cantante sueco John Martin. Se lanzó como sencillo el 14 de septiembre de 2012 y fue incluido en su álbum compilatorio Until Now. Fue escrita por John Martin Lindström, Michel Zitron, y la Swedish House mafia. La canción fue nominada  en los Premios Grammy de 2013, en la categoría de mejor grabación dance. Fue anunciado como su último sencillo antes de su disolución temporal entre 2013 y 2018.
La partitura está disponible en formato PDF en la página oficial de la banda.

## Antecedentes
La canción comenzó a gestarse en mayo de 2010, cuando los músicos suecos John Martin y Michel Zitron se encontraban en el estudio de este último en Estocolmo escribiendo material. Ambos recordaban sus vidas cuando Zitron empezó a hablar abiertamente de su infancia en un hogar desestructurado en Estocolmo, relatando el divorcio de sus padres cuando él era aún muy joven. Varios de los versos de la canción fueron citas textuales del padre de Zitron incluyendo el estribillo, en cuanto a la frase del pre-coro: «Sobre una colina al otro lado del lago azul / Ahí es donde tuve mi primer desamor», captura la esencia del descubrimiento del amor juvenil por parte de los compositores. Martin y Zitron terminaron la canción a finales de aquel mes y grabaron una maqueta del material. La canción originalmente estaba destinada para incluirlo dentro de su propio proyecto musical orientado al indie electro-pop. No obstante, en diciembre de 2010 Zitron se encuentra con Sebastian Ingrosso, miembro del grupo Swedish House Mafia, y le entrega esa misma maqueta, junto con otras canciones en proceso. No paso mucho tiempo para que Ingrosso los contactaría para una colaboración que inicialmente resultaría en «Save the World», que se lanzó un año antes que «Don't You Worry Child».
Al año siguiente, en enero, Ingrosso se comunicó con Martin y Zitron desde un estudio de grabación en Los Ángeles, donde estaba con sus compañeros de Swedish House Mafia, para que le enviaran las tres canciones que habían escuchado en el estudio. Instantáneamente al recibir los archivos, Ingrosso volvió a llamar a Zitron para decirle que Axwell estaba muy emocionado «acostado en el maldito sillón, al borde de las lágrimas» después de escuchar «Don't You Worry Child» por primera vez. Después de decidir que la canción sería un sencillo colaborativo, el supergrupo comenzó a involucrarse en un largo proceso de producción que "expuso tensiones personales", como se muestra en su documental de 2014, Leave the World Behind.
La canción fue anunciada durante una presentación de los suecos por Australia a principios de 2012. El título de la canción se mencionó varias veces en las respectivas cuentas de Twitter de los integrantes del trío previó a su lanzamiento. Cuando se anunció que la gira titulada “One Last Tour” que estaban a punto de emprender sería la última, también se anunció la grabación de su último sencillo como banda. La canción se estrenó en el concierto que brindaron en el Milton Keynes Bowl frente a 65 000 espectadores, mientras que su estreno radial fue a través de la BBC Radio 1 en el programa de Pete Tong, Essential Selection presentándolo en la sección como Essential New Tune, en la emisión del 10 de agosto de 2012.
El 26 de octubre, se lanzaron las versiones remezcladas de este sencillo a cargo de la dupla Tom Staar & Kryder, el dúo italiano Promise Land y el músico neerlandés de tech house Joris Voorn.
Después de una votación pública realizada en 2023, la canción fue nombrada como el mayor himno de Tomorrowland.

## Video musical
El video musical fue dirigido por Christian Larson. Se estrenó el 14 de septiembre de 2012 y contiene escenas grabadas íntegramente de su actuación en el Milton Keynes Bowl del Reino Unido, realizado el 14 de julio de 2012. Al comienzo del video se puede observar
un extracto de un noticiero de televisión que anuncia su separación, seguido de sus inicios como banda en 2005.
El 21 de agosto de 2024, YouTube anunció que el video musical superó los mil millones de visitas en la plataforma.

## Versiones
- La boyband belga 3M8S realizó su versión la cual alcanzó el número 44 en el Ultratop flamenco de Bélgica.[12]
- La boyband estadounidense Jonas Brothers realizó un cover durante su presentación en el Festival Internacional de la Canción de Viña del Mar y en algunas presentaciones de su gira Jonas Brothers World Tour 2012/2013.
- Fue una de las canciones de apertura de la Gran Final del Festival de la Canción de Eurovisión 2016 en Estocolmo, Suecia.
- El cantante británico Olly Murs versionó la canción para la sección radial Live Lounge de la BBC Radio 1.
- El cantante británico Conor Maynard realizó una versión acústica de la canción incluido en el EP del sencillo "Animal" en 2013.[13]
- La banda neerlandesa de metal sinfónico Within Temptation grabó la suya incluida en el álbum de versiones The Q-Music Sessions lanzado en abril de 2013.[14]
- El cantante español Carlos Weinberg versionó la canción en la gran final de La Voz Kids España.
- El grupo musical llamado The Piano Guys realizó una versión de esta canción en Hindi, con la colaboración de la cantante Shweta Subram.

## Comercial
Alcanzó el sexto puesto en el Billboard Hot 100 convirtiéndose en el mayor éxito de la agrupación sueca en los Estados Unidos, donde llegó a vender más de 3 millones de copias hasta marzo de 2014 lo que le posibilitó ser certificado con el triple disco de platino. Además fue la primera canción de un artista sueco en ingresar al Top 10 del Hot 100 desde 1997
cuando la cantante de pop Robyn alcanzó con la canción «Show Me Love» el número 7. En 1994 otra agrupación sueca, Ace of Base logró conquistar el mercado estadounidense, encabezando la lista con «The Sign». También debutó en el puesto #39 del Hot Dance Club Songs de los Estados Unidos, donde tiempo después llegaría a la cima del chart siendo su tercer sencillo en ubicarse en la máxima posición. Por primera vez, logra alcanzar la primera ubicación en su país de origen, Suecia, donde permaneció trece semanas en la cima del Sverigetopplistan y llegó a recibir el nónuplo disco de platino.
En el Reino Unido, debutó directamente en el número uno vendiendo en su primera semana más de 135.000 copias. Durante el año 2012 ha vendido alrededor de 632.000 copias, siendo el 13º sencillo más vendido del año en el Reino Unido.
También llegó al número uno en Australia donde recibió el quíntuple disco de platino otorgado por la Australian Recording Industry Association.
Hasta principios del 2025, la canción lleva vendidas alrededor de 10 millones de copias a nivel mundial.

## Lista de canciones
Descarga digital
1. "Don't You Worry Child" (Radio Edit) – 3:32
2. "Don't You Worry Child" (Extended Mix) – 6:43
3. "Don't You Worry Child" (Instrumental) – 3:32
4. "Don't You Worry Child" (Versión acústica) – 4:17
5. "Save the World" (Zedd Remix) – 6:21

Descarga digital (Remixes)
1. "Don't You Worry Child" (Tom Staar & Kryder Remix) – 6:19
2. "Don't You Worry Child" (Promise Land Remix) – 5:44
3. "Don't You Worry Child" (Joris Voorn Remix) – 7:02

## Posicionamiento en listas y certificaciones
| Lista (2012-13)                             | Mejor posición |
| ------------------------------------------- | -------------- |
| Alemania (Media Control AG)                 | 9              |
| Argentina (Los 40 Principales Argentina)    | 1              |
| Australia (ARIA)                            | 1              |
| Austria (Ö3 Austria Top 40)                 | 5              |
| Bélgica (Flandes) (Ultratop 50)             | 4              |
| Bélgica (Valonia) (Ultratop 50)             | 10             |
| Brasil (Hot 100 Airplay)                    | 23             |
| Canadá (Canadian Hot 100)                   | 9              |
| República Checa (Radio Top 100 Chart)       | 8              |
| República Checa (Singles Digitál Top 100)   | 64             |
| Colombia (National-Report)                  | 20             |
| Dinamarca (Tracklisten)                     | 2              |
| Escocia (Scottish Singles Sales Chart)      | 1              |
| Eslovaquia (Radio Top 100 Chart)            | 2              |
| Eslovenia (SloTop50)                        | 20             |
| España (Top 100 Canciones)                  | 11             |
| España (Los 40 Principales)                 | 1              |
| Estados Unidos (Billboard Hot 100)          | 6              |
| Estados Unidos (Hot Dance Club Songs)       | 1              |
| Estados Unidos (Hot Dance/Electronic Songs) | 2              |
| Estados Unidos (Dance/Mix Show Airplay)     | 1              |
| Estados Unidos (Pop Songs)                  | 2              |
| Estados Unidos (Adult Top 40)               | 14             |
| Estados Unidos (Rhythmic)                   | 8              |
| Finlandia (OFC)                             | 4              |
| Francia (SNEP)                              | 37             |
| Hungría (Rádiós Top 40)                     | 6              |
| Hungría (Single Top 40)                     | 10             |
| Irlanda (IRMA)                              | 2              |
| Italia (FIMI)                               | 8              |
| México (Mexico Airplay)                     | 1              |
| México (Mexico Ingles Airplay)              | 2              |
| Noruega (VG-lista)                          | 2              |
| Nueva Zelanda (Recorded Music NZ)           | 2              |
| Países Bajos (Dutch Top 40)                 | 5              |
| Polonia (Polish Dance Top 50)               | 17             |
| Portugal (Portugal Digital Songs)           | 4              |
| Reino Unido (UK Singles Chart)              | 1              |
| Reino Unido (UK Dance Chart)                | 1              |
| Rumania (Romanian Top 100)                  | 39             |
| Rusia (Tophit)                              | 12             |
| Suecia (Sverigetopplistan)                  | 1              |
| Suiza (Schweizer Hitparade)                 | 7              |
| Turquía (Turkish Singles Chart)             | 8              |
| Ucrania (Tophit)                            | 12             |
| Venezuela (Record Report)                   | 65             |

| País           | Lista (2012)               | Posición |
| -------------- | -------------------------- | -------- |
| Alemania       | Offizielle Deutsche Charts | 94       |
| Australia      | ARIA Singles Chart         | 10       |
| Austria        | Ö3 Austria Top 75          | 73       |
| Bélgica        | Ultratop (Flandes)         | 42       |
| Estados Unidos | Hot Dance Club Songs       | 24       |
| Hungría        | Rádiós Top 40              | 48       |
| Italia         | FIMI                       | 41       |
| Nueva Zelanda  | Recorded Music NZ          | 22       |
| Países Bajos   | Nederlandse Top 40         | 43       |
| Reino Unido    | Official Charts Company    | 13       |
| Suecia         | Hitlistan                  | 6        |
| Suiza          | Schweizer Hitparade        | 70       |

| País           | Lista (2013)               | Posición |
| -------------- | -------------------------- | -------- |
| Alemania       | Offizielle Deutsche Charts | 51       |
| Australia      | ARIA Singles Chart         | 65       |
| Austria        | Ö3 Austria                 | 69       |
| Bélgica        | Ultratop flamenca          | 83       |
| Bélgica        | Ultratop valona            | 93       |
| Brasil         | Crowley Broadcast Analysis | 6        |
| Canadá         | Canadian Hot 100           | 23       |
| Eslovenia      | SloTop50                   | 34       |
| España         | PROMUSICAE                 | 47       |
| Estados Unidos | Billboard Hot 100          | 26       |
| Estados Unidos | Hot Dance/Electronic Songs | 10       |
| Estados Unidos | Pop Songs                  | 8        |
| Hungría        | Rádiós Top 40              | 24       |
| Nueva Zelanda  | Recorded Music NZ          | 38       |
| Reino Unido    | Official Charts Company    | 58       |
| Rusia          | TopHit Airplay             | 27       |
| Suecia         | Sverigetopplistan          | 18       |
| Suiza          | Schweizer Hitparade        | 33       |
| Ucrania        | TopHit Airplay             | 30       |

| País        | Lista (2010–2019)       | Posición |
| ----------- | ----------------------- | -------- |
| Australia   | ARIA                    | 49       |
| Reino Unido | Official Charts Company | 81       |

### Certificaciones
| País           | Organismo certificador | Certificación | Ventas    | Ref.    |
| -------------- | ---------------------- | ------------- | --------- | ------- |
| Alemania       | BVMI                   | 3× Oro        | 450 000   | [ 103 ] |
| Australia      | ARIA                   | 11× Platino   | 770 000   | [ 25 ]  |
| Austria        | IFPI (Austria)         | Oro           | 15 000    | [ 104 ] |
| Bélgica        | BEA                    | Oro           | 15 000    | [ 105 ] |
| Brasil         | Pro-Música Brasil      | Oro           | 30 000    | [ 106 ] |
| Canadá         | Music Canada           | 9× Platino    | 720 000   | [ 107 ] |
| Dinamarca      | IFPI (Dinamarca)       | Oro           | 15 000    | [ 108 ] |
| España         | PROMUSICAE             | 2× Platino    | 120 000   | [ 109 ] |
| Estados Unidos | RIAA                   | 5× Platino    | 5 000     | [ 17 ]  |
| Finlandia      | IFPI (Finlandia)       | Oro           | 5 322     | [ 110 ] |
| Italia         | FIMI                   | 2× Platino    | 60 000    | [ 111 ] |
| México         | AMPROFON               | 2× Platino    | 120 000   | [ 112 ] |
| Nueva Zelanda  | RMNZ                   | 2× Platino    | 30 000    | [ 113 ] |
| Países Bajos   | NVPI                   | Oro           | 10 000    | [ 114 ] |
| Reino Unido    | BPI                    | 4× Platino    | 2 400 000 | [ 115 ] |
| Suecia         | IFPI (Suecia)          | 9× Platino    | 360 000   | [ 22 ]  |
| Suiza          | IFPI (Suiza)           | Platino       | 30 000    | [ 116 ] |

| País      | Organismo certificador | Certificación | Ventas    | Ref.    |
| --------- | ---------------------- | ------------- | --------- | ------- |
| Dinamarca | IFPI (Dinamarca)       | 3× Platino    | 5 400 000 | [ 117 ] |

### Sucesión en listas
| Anterior: «Hungry Hearts» de Nause                               | Sverigetopplistan — Sencillo número uno 28 de septiembre de 2012 — 27 de diciembre de 2012  | Siguiente: «Radioactive» de Imagine Dragons                              |
| Anterior: «Diamonds» de Rihanna                                  | UK Singles Chart — Sencillo número uno 20 de octubre de 2012 — 26 de octubre de 2012        | Siguiente: «Sweet Nothing» de Calvin Harris con Florence Welch           |
| Anterior: «She Wolf (Falling to Pieces)» de David Guetta con Sia | UK Dance Chart — Sencillo número uno 20 de octubre de 2012 — 26 de octubre de 2012          | Siguiente: «Sweet Nothing» de Calvin Harris con Florence Welch           |
| Anterior: «Diamonds» de Rihanna                                  | Scottish Singles Chart — Sencillo número uno 20 de octubre de 2012 — 26 de octubre de 2012  | Siguiente: «Sweet Nothing» de Calvin Harris con Florence Welch           |
| Anterior: «R.I.P.» de Rita Ora con Tinie Tempah                  | Hot Dance Club Play — Sencillo número uno 10 de noviembre de 2012 — 16 de noviembre de 2012 | Siguiente: «Send Me Your Love» de Taryn Manning con Sultan & Ned Shepard |
| Anterior: «Gangnam Style» de PSY                                 | ARIA Charts — Sencillo número uno 12 de noviembre de 2012 — 25 de noviembre de 2012         | Siguiente: «What You've Done to Me» de Samantha Jade                     |

## Historial de lanzamientos
| País            | Fecha                    | Formato          | Discográfica  |
| --------------- | ------------------------ | ---------------- | ------------- |
| Edición mundial | 14 de septiembre de 2012 | Descarga digital | EMI           |
| Reino Unido     | 8 de octubre de 2012     | Descarga digital | Polydor (TBC) |